# Ogyrides mjoebergi
Ogyrides mjoebergi is een garnalensoort uit de familie van de Ogyrididae. De wetenschappelijke naam van de soort is voor het eerst geldig gepubliceerd in 1921 door Balss.